# St. Wenzel (Čermná v Krkonoších)

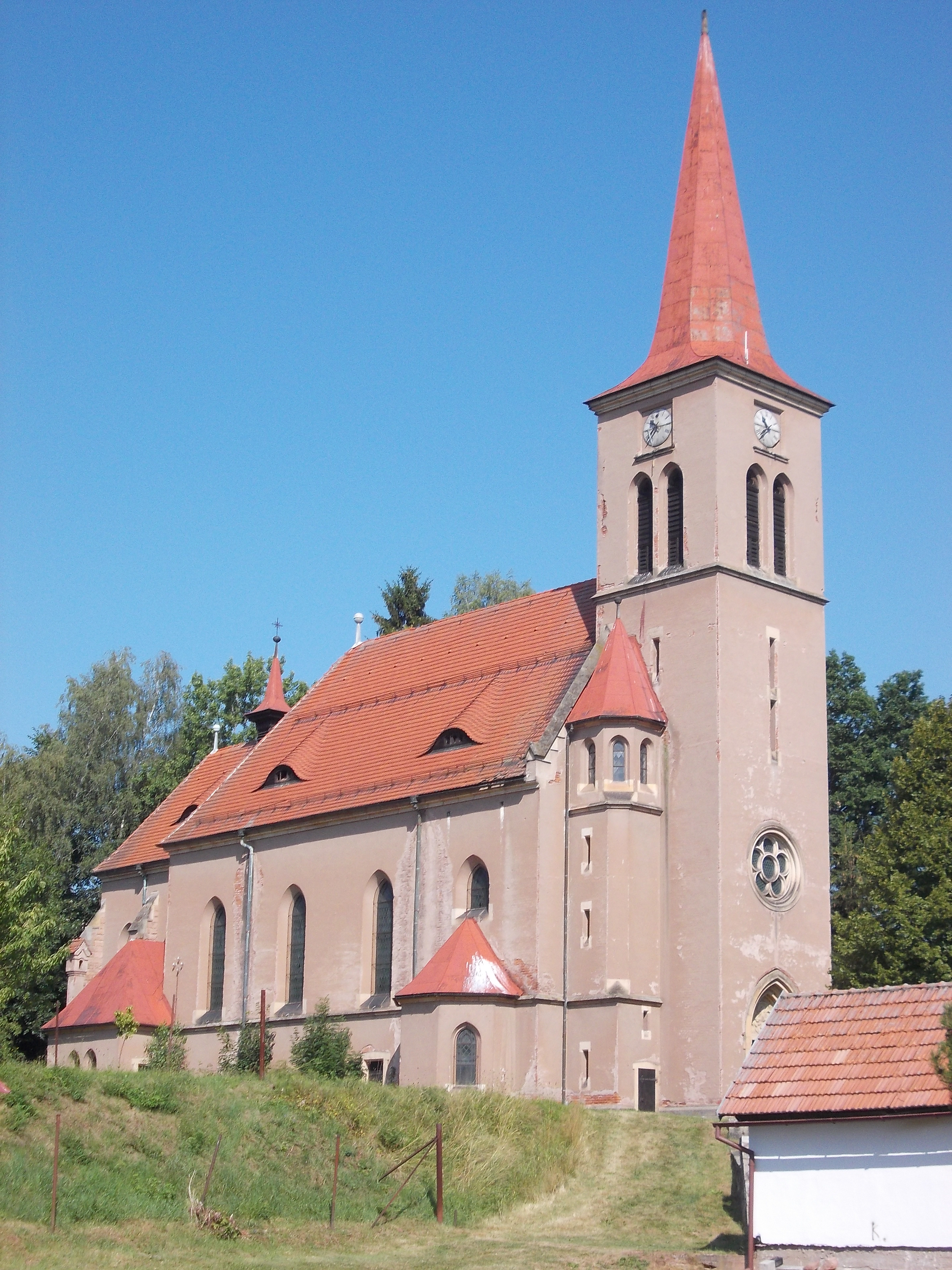
St. Wenzel in Čermná

St. Wenzel (tschechisch Kostel svatého Václava) ist die römisch-katholische Pfarrkirche in Čermná (deutsch Tschermna) im Vorland des Riesengebirges im Okres Trutnov in Tschechien.

## Geschichte
Laut Urkunden hatte die Kirche von 1362 bis 1418 eigene Seelsorger, dürfte aber später Filialkirche der Pfarrei von Arnau gewesen sein. 1565 wird sie ohne Geistlichen erwähnt. Nach der Teilung des Dorfes unter den Cikan gehörte sie zu Ober-Tschermna und wurde schon 1651 als baufällig bezeichnet. Seit 1857 war die Kirche Sitz einer selbstständigen Pfarrei. Im Jahre 1910 wurde die alte Kirche wegen Baufälligkeit gesperrt, am 7. Juni 1914 der Grundstein zur neuen Kirche gelegt. Am 23. Dezember 1917 fand die Weihe statt, im Jahre 1923 die Konsekration.

## Bauwerk
Die alte Kirche war ein massiver, aus Feldstein aufgeführter Bau mit steilem Schindeldach, darauf ein Wetterhahn und ein Türmchen mit Sterbeglocke. Die Glocken hingen in einem mit Schalllöchern versehenen Holzschuppen. Die heutige Kirche ist ein neugotischer Bau, der nach Westen orientiert ist und über den Turm im Osten betreten wird. Der Turm trägt einen Spitzhelm. Der einschiffige Raum hat an den Längsseiten je drei bzw. vier hohe gotische Fenster. Im Süden befindet sich zwischen Schiff und Turm der turmartige Aufgang zum Orgelchor. Die Sakristei ist ans Presbyterium angebaut.